# Bordegassos de Vilanova

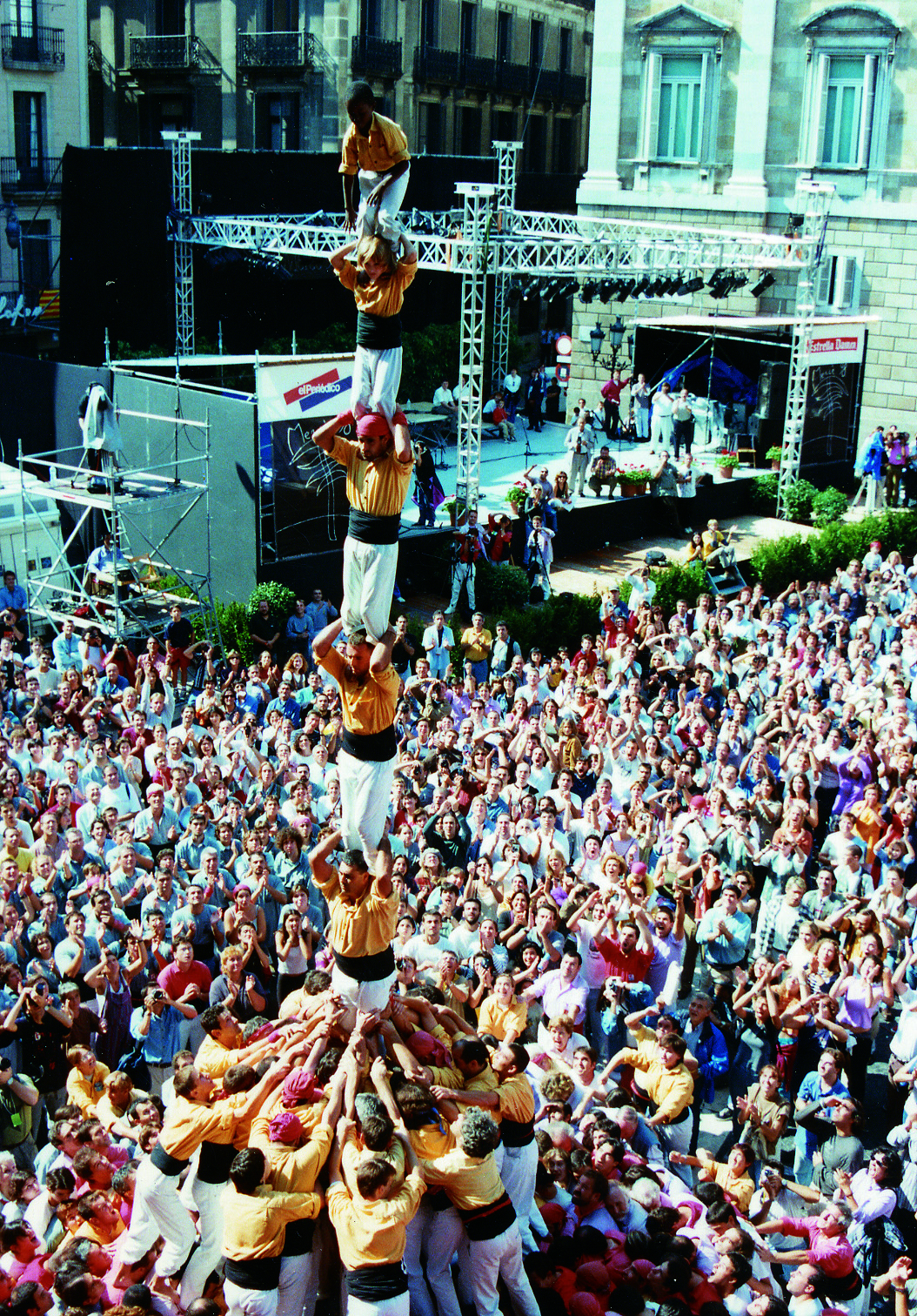
Pde7f dels Bordegassos de Vilanova a Barcelona.

Els Bordegassos de Vilanova és una colla castellera fundada a Vilanova i la Geltrú l'any 1972. El color de la seva camisa és groc terrós i els castells més importants que han descarregat són el 3 de 9 amb folre, el 4 de 8 amb l'agulla, el 5 de 8, el pilar de 7 amb folre i la torre de 8 amb folre.

## Història
A Vilanova i la Geltrú, des del segle XIX hi ha documentades moltes actuacions castelleres. L'any 1852, es descarrega el tercer castell de nou documentat de tota la història castellera, per la diada de les Neus. L'any 1881 s'inaugura el Ferrocarril Barcelona-Vilanova-Valls i en els actes hi participen les dues colles de Valls.
Al bienni 1919-1920 està documentat l'aparició d'una primera colla vilanovina, "els Xiquets de Vilanova" que actuen per l'absència de les colles vallenques.
Després d'un parell d'anys de transició, en què es fa front el 1997 a l'adquisició de l'actual local social (Cal Pinyana), la colla aconsegueix carregar, el 2 d'agost de 1998, la torre de 8 amb folre, que representa un salt qualitatiu importantíssim. Aquell mateix any, aconsegueixen també el primer pilar de 7 amb folre, i davant la sorpresa de tothom, descarregar el 5 de 8 al primer intent.
L'any 1999 és sens dubte el millor any de la història de la colla. A Mataró, una setmana abans de la festa major vilanovina, descarreguen el seu primer 4 de 8 amb l'agulla, essent la primera i única colla actual, que completa tota la gamma de castells de vuit abans d'afrontar cap castell de nou.
El dia 1 d'agost de 1999, els Bordegassos de Vilanova amplien el seu palmarès carregant el 3 de 9 amb folre i signant la que encara avui és la seva millor actuació: 3 de 9 amb folre carregat, 4 de 8 amb l'agulla, 5 de 8 i pilar de 7 amb folre.

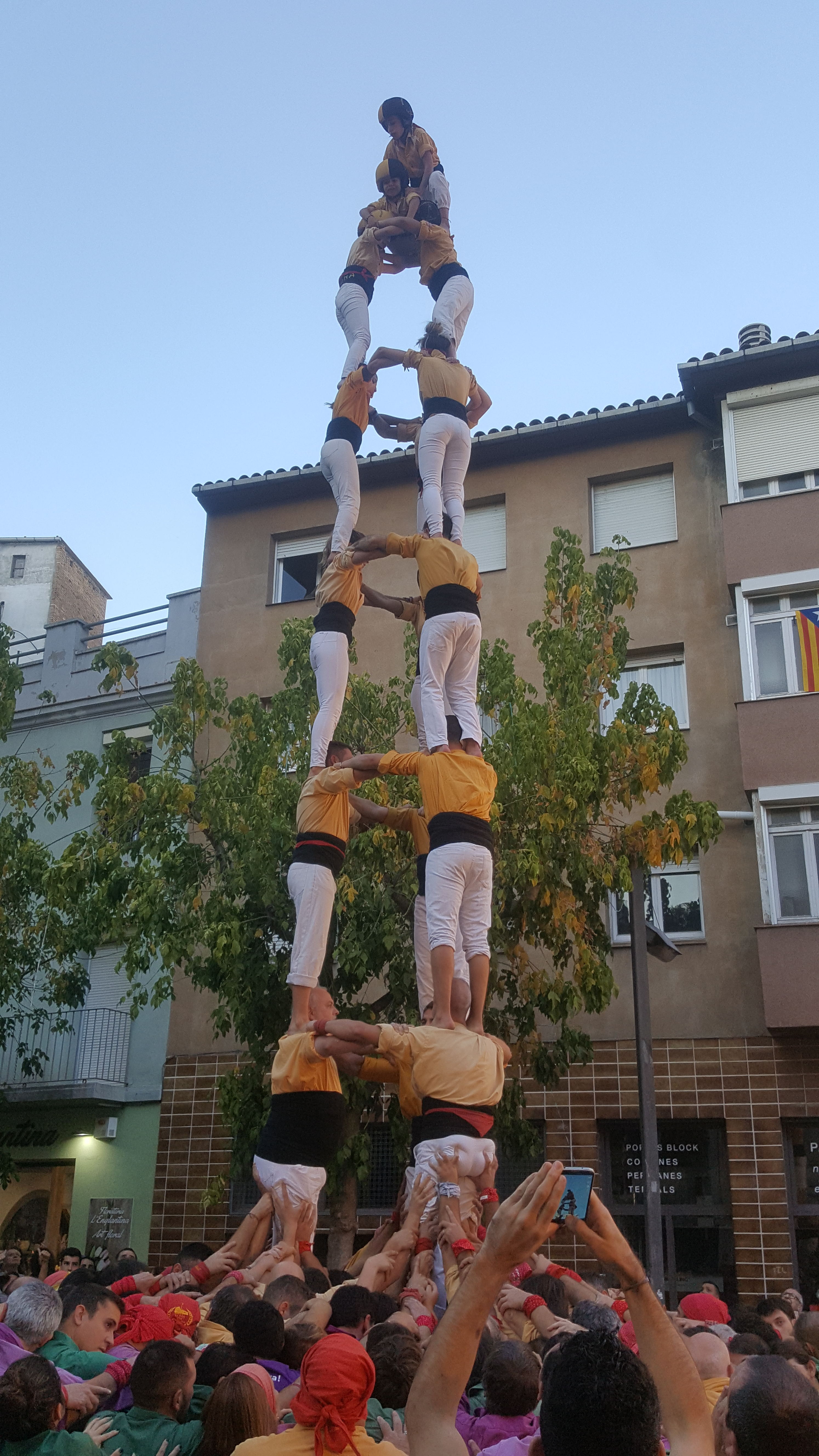
3 de 8 dels bordegassos la temporada 2017

Durant la Festa Major del 2018 els Bordegassos van fer caminar un pilar des de la Plaça de les Neus fins a la Plaça de la Vila, en un recorregut de més de 400 metres.

## Particularitats
La camisa dels Bordegassos de Vilanova és de color groc terrós, amb els botons de color negre i destaca per ser l'única totalment llisa. Generalment, totes les colles castelleres duen l'escut a la camisa, sigui brodat, cosit o estampat, nogensmenys, en el cas dels Bordegassos no n'han dut mai cap.
Els Bordegassos de Vilanova sotmeten a votació el fet de participar en el Concurs de castells que cada dos anys se celebra a Tarragona. Malgrat votar-ho cada vegada que es rep la invitació, durant molts anys tothom donava per fet que la colla no hi aniria. L'última participació dels Bordegassos al Concurs va ser l'any 1988. La colla de Vilanova entén la rivalitat bàsica i sana que hi ha d'haver entre les colles castelleres, però es desmarca de la competitivitat més extrema que sovint apareix en el món casteller i de la qual és el màxim exponent el Concurs de castells de Tarragona. Tot i això, l'empenta que la gent jove de nova incorporació ha portat a la colla ha fet que l'any 2012, vint-i-quatre anys després de la seva darrera participació, els Bordegassos hagin votat en assemblea a favor de participar en el concurs. Els anys 2014, 2016 i 2018 la colla va tornar a votar per àmplia majoria tornar al Concurs.
Per Sant Jordi de l'any 1980, en plena eufòria pel 4 de 8 carregat sis mesos abans, va néixer l'Aleta, primer com a butlletí, després en format revista. Va desaparèixer l'any 2010 i 2 anys abans que la colla celebrés els seus 40 anys. L'any 2015 la revista va tornar a publicar-se, ara en format digital.